# Capoulet-et-Junac
Capoulet-et-Junac é uma comuna francesa na região administrativa de Occitânia, no departamento de Ariège.